# إيغاه
إيغاه (بالإنجليزية: Eegah)‏ (وأصدر أيضا باسم إيغاه: اسم مكتوب بالدم) هو فيلم أنتج عام 1962 من بطولة أرش هول الابن، أرش هول الأب، مارلين مانينغ وريتشارد كيل في دور البطولة ز اشتهر كيل لاحقا في دور الفك في أفلام بوند، وكان هذا أول أدواره السينمائية. ويحكي الفيلم حول شابين يعثران على عملاق بشري من فترة ما قبل التاريخ.
اعتبر الفيلم من أسوء الأفلام على الإطلاق، وتعززت سمعته بعد أن ظهر في حلقة من مسرح العلوم الغامضة 3000، وكان أحد الأفلام المدرجة في كتاب مايكل ميدفيد «أسوأ خمسين فيلما على الإطلاق».

## القصة
تذهب روكسي ميلر (مارلين مانينغ) للتسوق في إحدى الليالي وتقود سيارتها إلى حفلة في صحراء كاليفورنيا، وعندها رأت أمامها إيغاه (ريتشارد كيل)، وهو إنسان كهف عملاق. تحكي لصديقها توم نيلسون (أرش هول الابن)، ووالدها روبرت ميلر (أرش هول الأب) عن العملاق. يقرر والدها، وهو كاتب قصص مغامرات، أن يذهب إلى الصحراء للبحث عن المخلوق، وربما يلتقط صورة له. يقود الأب طائرته المروحية لكنها سقطت في الصحراء واخنتطفه العملاق، فيذهب توم وروكسي للبحث عنه.
يقوم إيغاه باختطاف روكسي ويأحذها إلى كهفه ويقوم توم بالبحث عنها. تجتمع روكسي مع والدها في كهف، الذي يقول انه بدأ يتواصل مع رجل الكهف، وأنه فكر بنظرية أن عمر المخلوق طويل جدا. عندما يبدأ إيغاه بملاطفة روكسي، يشعر والدها بالقلق خوفا من أن يقتلهم المخلوق إذا ما رفضته، فيخبرها أن تتحمله أكبر قدر ممكن. لم يقم إيغاه بأي شيء صريح، وساعدته روكسى وقامت بحلاقة ذقنه قبل أن يصل توم ويساعدهما على الهروب. يقرر إيغاه الغاضب أن يتبعهما إلى الحضارة، وتبدأ معهما المواجهة النهائية.

## طاقم التمثيل
- ريتشارد كيل - إيغاه
- مارلين مانينغ - روكسي ميلر
- أرش هول - كما توم نيلسون
- أرش هول - الأب روبرت ميلر

## الإنتاج
أنتج أرش هول مجموعة أفلام حول مواضيع جنوح القاصرين مثل فيلم «المروحيات»، والتي حققت نجاحا معقولا، وتمكن هول من تمويل فيلم إيغاه بفضل تلك الأفلام، وكان من بطولة ابنه أرش هول الابن، الذي حقق نجاح بسيطا مع الشاعر الغنائي آلان أوداي في مجال موسيقى الروك في لوس انجليس. قام هول الأب بكتابة الفيلم مع بوب ويلينغ، كما أخرج الفيلم باسم مستعار هو نيكولاس ميريويذر، ويشارك في بطولته أمام ابنه تحت اسم وليام واترز. في حين أن الموسيقى المستخدمة كانت من تلحين أندريه برومر (تحت اسم هنري برايس)، وكان أوداي المحرر الموسيقي للفيلم ولكن لم يتم وضع اسمه.
حاول هول الأب أن ينشئ شخصية لابنه على الشاشة بأسلوب إلفيس بريسلي، ووضع في الفيلم عدة أغاني روك (بما فيها اغنيتان كتبهما تدعيان «فيكي» و«فاليري»). وتخلل الفيلم عناصر من أفلام الرعب الرخيصة وأفلام الشباب الكوميدية، وكان شبيها بأفلام حفلات الشاطئ التي كانت رائجة في الستينات. أحد أعضاء فرقة الروك في الفيلم كان ديك لوسيير، وعرف لاحقا باسم ديك ريتشاردز، وأصبح شاعرا غنائيا معروفا ومنتج أغاني في تسيجلات موتاون.
شركة هول الأب «فيروي إنترناشنال»، وتقع في بربانك، كاليفورنيا، هي أيضا محل إقامة هول وصورت بها العديد من اللقطات، بما فيها شقة آل ميلر.
يظهر مساعد المصور راي دنيس ستيكلر في الفيلم بدور السيد فيشر، الرجل في الفندق الذي سقط في البركة قرب نهاية الفيلم. وكان ستيكلر قد انتقل سابقا إلى هوليوود ليصبح مصورا، وأخرج أول فيلم له في العام التالي وهو من إنتاج أرش هول الابن، بعنوان Wild Guitar. أما أول أفلام ستيكلر المستقلة كان بعنوان " The Incredibly Strange Creatures Who Stopped Living and Became Mixed-Up Zombies" والذي أنتج لاحقا من قبل فيروي إنترناشنال.

## الإرث
يعتبر الفيلم أحد أسوأ الأفلام على الإطلاق، وأول من ذكره كأسوء فيلم هو مايكل ميدفيد الذي أدخله في كتابه، «أسوأ خمسين فيلما على الإطلاق».
في عام 1993 ظهر الفيلم على المسلسل التلفزيوني مسرح العلوم الغامضة 3000 على قناة كوميدي سنترال وأصبح مفضلا بين الجماهير. كما ذكر مقدمو البرنامج أن مشهد حلق لحية إيغاه، ويقوم فيها إيغاه بتحريك لسانه ولعق كريم الحلاقة، بأنه أحد أكثر ما شاهدوه قرفا خلال فترة وجودهم في البرنامج. إحدى لقطات الفيلم التي تنقصها الحرفية أصبحت نكتة بين طاقم المسلسل: يقول أرش هول الابن لمارلين «احترسي من الثعابين» رغم أن أفواههم في اللقطة كانت مغلقة.
كما ظهر الفيلم في حلقة من برنامج موفي ماكابري، من تقديم كاساندر بيترسون.
في عام 2009 عرض على مسلسل الرعب التلفزيوني سينما إنسومنيا. كما قامت شركة أبريهينسيف فيلمز بإصدار الحلقة على دي في دي.

## إصدارات دي في دي
أصبح الفيلم داخل إطار الملكية العامة، وهو متوفر في العديد من المجموعات والإصدارات المنفردة. تم إصدار نسخة مسرح العلوم الغامضة على دي في دي مارس 2000 بواسطة راينو هوم فيديو. نفذ إصدار الدي في دي في يناير 2010، ومن يوليو 2011 لم يعد متوفرا على موقع المسلسل الرسمي.

## وصلات خارجية
- إيغاه على موقع IMDb (الإنجليزية)
- إيغاه على موقع Turner Classic Movies (الإنجليزية)
- إيغاه على موقع أول موفي (الإنجليزية)
- إيغاه على موقع فيلمافينيتي (الإسبانية)
- إيغاه على موقع قاعدة بيانات الفيلم (الإنجليزية)
- إيغاه على موقع ليتربوكسد (الإنجليزية)
- إيغاه على موقع كينوبويسك (الروسية)
- Eegah على موقع أول موفي.
- Eegah على يوتيوب
- الفيلم متوفر للتحميل المجاني على موقع أرشيف الإنترنت